# Francesco Sciucchi
Francesco Sciucchi (Chieti, 1908 – Chieti, 8 novembre 1943) è stato un partigiano, antifascista e medico italiano.

## Biografia

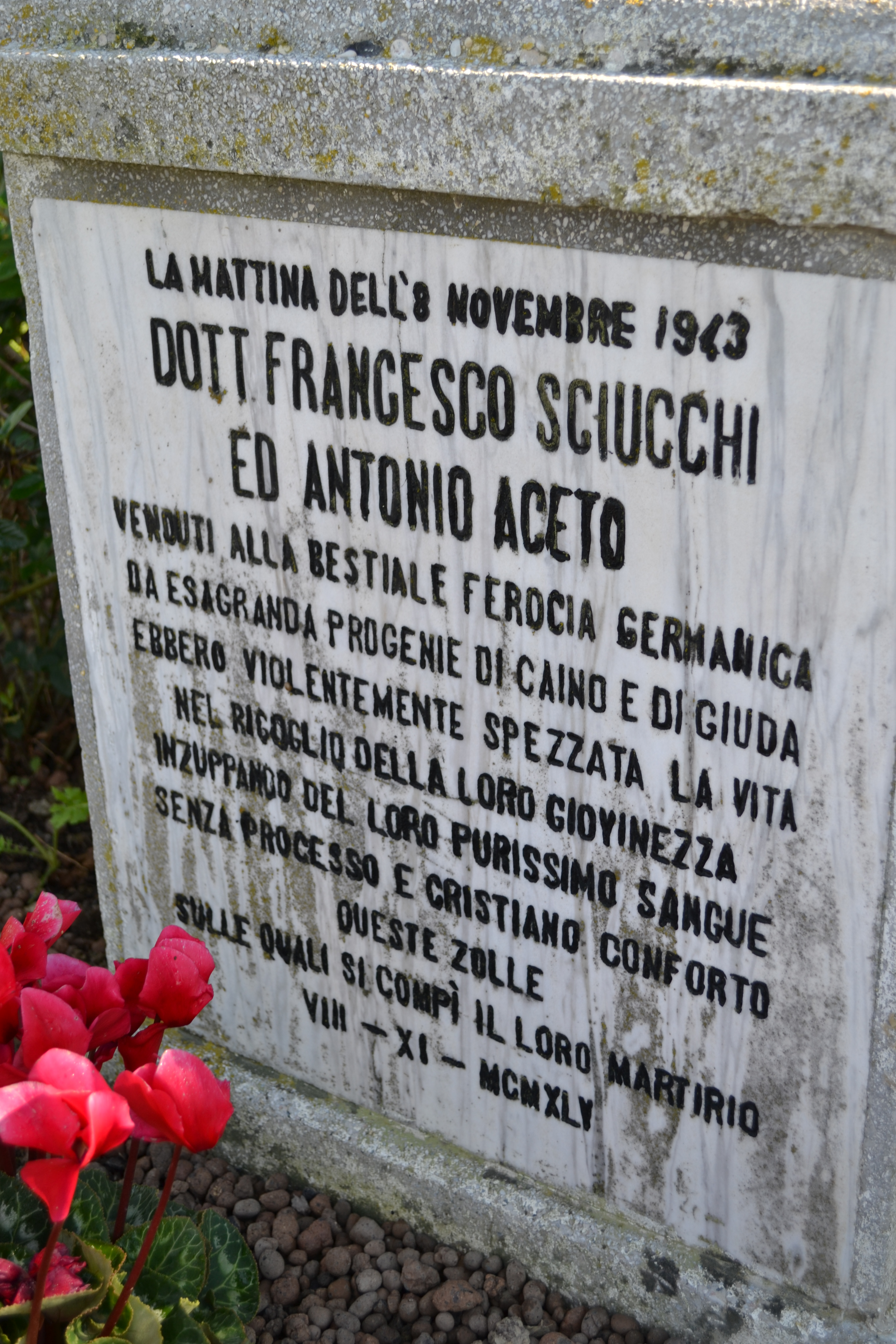
Lapide

Nacque a Chieti, nel 1908, si laureò in medicina nel 1933 presso l'Università di Roma.
Fu ufficiale medico a Roma, Bari, Chieti e in Spagna, Albania e Grecia.
Dopo la caduta del fascismo organizzò una banda partigiana. L'8 novembre 1943, mentre gli Alleati raggiungevano il fiume Sangro, venne catturato con Antonio Aceto dai tedeschi e insieme vennero trucidati sulla S.S. 81 al Km 150 tra Buon Consiglio di Chieti e Bucchianico.